# Chellata
Chellata là một đô thị thuộc tỉnh Béjaïa, Algérie. Dân số thời điểm năm 2002 là 9.648 người.